# Jean-Louis Tauran
Pour les articles homonymes, voir Tauran.
Jean-Louis Tauran, né le 5 avril 1943 à Bordeaux (France) et mort le 5 juillet 2018 à Meriden (Connecticut) aux États-Unis,, est un cardinal français de la Curie romaine.
Il est président du conseil pontifical pour le dialogue inter-religieux de 2007 à 2018, et camerlingue de la Sainte Église romaine du 20 décembre 2014 à sa mort.

## Biographie

### Formation
Jean-Louis Tauran effectue son service militaire en 1965 en tant que coopérant au Liban, pays qui va marquer son orientation future. Licencié en philosophie et en théologie, docteur en droit canonique, il devient prêtre à Bordeaux en 1969, à l'âge de 26 ans.

### Prêtre
Après son ordination, Jean-Louis Tauran est vicaire dans une paroisse bordelaise (Sainte-Eulalie) avant d'être appelé en 1975 dans les services diplomatiques du Saint-Siège. Il sert ainsi dans les nonciatures apostoliques de la République dominicaine (en), puis du Liban (en), avant de représenter le Saint-Siège auprès de l'Organisation pour la sécurité et la coopération en Europe (OSCE).
En 1988, il est nommé sous-secrétaire du Conseil pour les affaires publiques de l'Église.

### Évêque
Polyglotte, Jean-Louis Tauran est nommé secrétaire pour les relations du Saint-Siège avec les États à la Secrétairerie d'État et archevêque in partibus de Thélepte (de) en 1991. Il est consacré évêque par le pape Jean-Paul II le 6 janvier 1991. Il devient alors le plus jeune prélat à la tête de la diplomatie vaticane de l'époque contemporaine de l'Église catholique.

### Cardinal
Créé cardinal par Jean-Paul II lors du consistoire du 21 octobre 2003 avec le titre de cardinal-diacre de S. Apollinare alle Terme Neroniane-Alessandrine, Jean-Louis Tauran est nommé cardinal archiviste et bibliothécaire.
Le 1er septembre 2007, il devient président du Conseil pontifical pour le dialogue inter-religieux.
Il est par ailleurs membre de la deuxième section de la Secrétairerie d'État, de la Congrégation pour la doctrine de la foi, de la Congrégation pour les Églises orientales, de la Congrégation des évêques, du Conseil pontifical pour la promotion de l'unité des chrétiens et du Tribunal suprême de la Signature apostolique.
Le 21 février 2011, au cours d'un consistoire, Benoît XVI confirme sa nomination comme cardinal protodiacre en remplacement du cardinal Agostino Cacciavillan. À ce titre, c'est à lui que revient la charge d'annoncer au monde le nom du nouveau pape désigné par le conclave de 2013.
Le 13 mars 2013, à l'issue du conclave chargé d'élire un successeur au pape démissionnaire Benoît XVI, il prononce la célèbre formule latine Habemus papam, annonçant au monde l'élection du cardinal Jorge Mario Bergoglio sous le nom de François.
Le 17 janvier 2014, le pape François le confirme pour une durée de cinq années comme membre de la commission cardinalice de surveillance sur l'Institut pour les œuvres de religion.
Le 29 mars 2014, François le confirme comme préfet du Conseil pontifical pour le dialogue inter-religieux et renouvelle les membres du dicastère.
Le 12 juin 2014, il est élevé à l'ordre des cardinaux-prêtres cessant ainsi ses fonctions de cardinal protodiacre.
Le 20 décembre 2014, il est nommé camerlingue de la Sainte Église romaine par le pape. Il prête serment le 9 mars 2015 au cours d'une célébration en la chapelle Urbain VIII du Palais apostolique.

### Présidence du Conseil pontifical pour le dialogue inter-religieux
Jean-Louis Tauran est nommé à la tête du Conseil pontifical pour le dialogue inter-religieux en 2007 par le pape Benoît XVI, cette fonction sera confirmée en 2014 par le pape François.
Son expérience dans la diplomatie lui donne certaines facilité de communication avec les instances politiques, mais il regrette que son travail ne touche que peu les croyants. Il explique passer la plus grande partie de son temps à essayer de communiquer avec l'Islam en rajoutant « déjà bien qu'on se parle ». Il participe aussi activement à la préparation du voyage du pape François en Égypte en 2017.
En 2015, il reçoit le « Prix pour la paix » de la fondation Ducci (de), en même temps qu'Ekmeleddin Ihsanoglun, homme politique et diplomate turc, et Yael Dayan, femme politique israélienne.

### Fin de vie
Le cardinal Jean-Louis Tauran est atteint par la maladie de Parkinson,,. Hospitalisé aux États-Unis, il meurt le 5 juillet 2018, à l'âge de 75 ans, à Meriden dans le Connecticut.
Ses funérailles sont célébrées le 12 juillet suivant dans la basilique Saint-Pierre du Vatican ; son corps est ensuite enterré dans la basilique Saint-Apollinaire de Rome rattachée à son titre cardinalice. Exceptionnellement le pape François assiste à la totalité des funérailles, et préside ensuite comme d'habitude le rite du dernier adieu.

## Distinctions
- Ordre d'Isabelle la Catholique (Espagne)
  - Grand-croix en 1997[20]
- Ordre du Soleil (Pérou)
  - Grand-croix[21]
- Ordre du Mérite du Chili
  - Grand-croix
- Ordre national du Cèdre (Liban)
  - Grand-croix
- Ordre du Mérite de la République d'Autriche
  - Großes Goldenes Ehrenzeichen am Bande, 1999[22]
- Ordre du Mérite de la République fédérale d'Allemagne
  - Croix de grand commander en 2004
- Ordre du Mérite de la République italienne
  - Grand officier le 19 novembre 1988
  - Chevalier grand-croix le 27 novembre 1992[23]
- Ordre du Mérite hongrois
  - Commandeur avec étoile en 1999
- Commandeur de la Légion d'honneur
- Ordre du Libérateur San Martín (Argentine)
  - Commandeur
- Ordre royal de l'Étoile polaire (Suède)
  - Commandeur
- Ordre de l'Éléphant blanc (Thaïlande)
  - Commandeur
- Ordre de Gediminas (Lituanie)
  - Grand-croix le 28 février 2003[24]
- Ordre Xirka Ġieħ ir-Repubblika (Malte)
  - Membre honoraire le 4 février 1995
- Ordre du Mérite de la république de Pologne
  - Croix le 1er avril 2010
- Ordre du Mérite (Portugal)
  - Chevalier grand-croix le 21 décembre 1990[25]
- Officier de l'ordre national du Mérite
- Ordre du Saint-Sépulcre
  - Chevalier grand-croix
- Ordre de la Double Croix Blanche (Slovaquie)
  - Grand officier le 28 octobre 2002
- Chevalier de l'ordre souverain militaire et hospitalier de Saint-Jean de Jérusalem, de Rhodes et de Malte
  - Chapelain grand-croix conventuel ad honorem 2006

## Succession apostolique
Jean-Louis Tauran a ordonné les évêques suivants :
- Archevêque Joseph Salvador Marino (2008)
- Archevêque Ambrose Madtha (2008)